# Corymica crocina
Corymica crocina là một loài bướm đêm trong họ Geometridae.